# Holger Benettsson
Holger Benettsson, född 19 september 1919 i Göteborg, död 6 juni 2002, var en svensk missionär som bland annat var verksam i Tanganyika. Han har även varit direktor för styrelsen för Svenska kyrkans mission.

## Biografi
Benettssons föräldrar hette Adolf Benettsson och Helena Johansson. 1943 gifte sig H. Benettsson med Gunvor Köhlin, som var född 1914. De skildes 1986. 1947 tog Benettsson sin teologie kandidatexamen vid Uppsala Universitet, och en filosofie kandidatexamen 1960. 1949–1958 verkade han som missionär i Tanganyika, varpå han blev Afrikasekreterare i Svenska kyrkans missionsstyrelse. 1961 blev han prodirektor för densamma, och 1967 direktor. 1963–1964 var han därutöver informationschef för Svenska kyrkans mission.